# Municipio de Linden Grove
El municipio de Linden Grove (en inglés: Linden Grove Township) es un municipio ubicado en el condado de St. Louis en el estado estadounidense de Minnesota. En el año 2010 tenía una población de 145 habitantes y una densidad poblacional de 1,58 personas por km².

## Geografía
El municipio de Linden Grove se encuentra ubicado en las coordenadas 47°51′2″N 92°53′27″O / 47.85056, -92.89083. Según la Oficina del Censo de los Estados Unidos, el municipio tiene una superficie total de 91.65 km², de la cual 91,65 km² corresponden a tierra firme y (0 %) 0 km² es agua.

## Demografía
Según el censo de 2010, había 145 personas residiendo en el municipio de Linden Grove. La densidad de población era de 1,58 hab./km². De los 145 habitantes, el municipio de Linden Grove estaba compuesto por el 98,62 % blancos, el 0,69 % eran amerindios y el 0,69 % eran de una mezcla de razas. Del total de la población el 0 % eran hispanos o latinos de cualquier raza.